# العجوز (الواحات البحرية)
العجوز هي إحدى القرى التابعة لمركز الواحات البحرية في محافظة الجيزة في جمهورية مصر العربية.